# 威爾頓伯爵
在威爾特郡威爾頓莊園的威爾頓伯爵（英語：Earl of Wilton）為一聯合王國貴族爵位，在1801年授予第一代格雷狄威爾頓男爵托馬斯·艾格頓（1749年—1814年）。他在獲授伯爵爵位的同時附授格雷狄威爾頓子爵（英語：Viscount Grey de Wilton）此次等爵位（同屬聯合王國貴族）。這兩個爵位在冊封時規定可由艾格頓的女兒，第一代西敏侯爵羅伯特·格羅夫納之妻，埃莉諾的次子及幼子（即撇除長子外的其他兒子）和他們的子孫繼承。

## 歷史
托馬斯·艾格頓是艾格頓家族成員，父親為第六代艾格頓和奧爾頓從男爵托馬斯·格雷·艾格頓爵士。托馬斯曾住在曼徹斯特的希頓大廳，並曾代表蘭開夏出任下議院議員。在1756年他繼承其父親的從男爵爵位，是為第七代從男爵，並在1784年獲封為在赫里福德郡威爾頓城堡的格雷狄威爾頓男爵（英語：Baron Grey de Wilton），屬於大不列顛貴族。該爵位規定只由托馬斯的男嗣繼承。他在1801年獲加封為在威爾特郡威爾頓莊園的威爾頓伯爵和格雷狄威爾頓子爵，是爲第一代威爾頓伯爵。

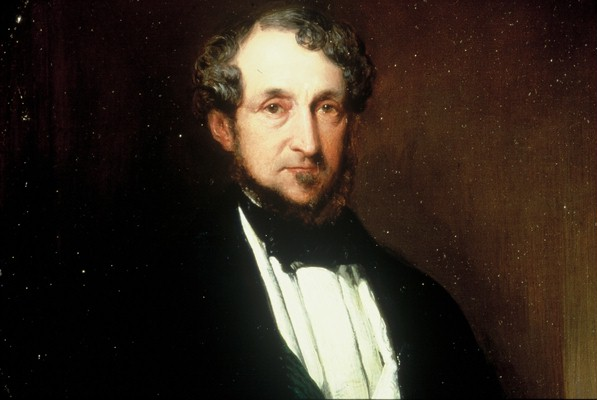
第一代威爾頓伯爵托馬斯·艾格頓（1749年—1814年），於1756年成爲格雷艾格頓從男爵，1784年獲封爲格雷狄威爾頓男爵，及在1801年獲加封為格雷狄威爾頓子爵和威爾頓伯爵。

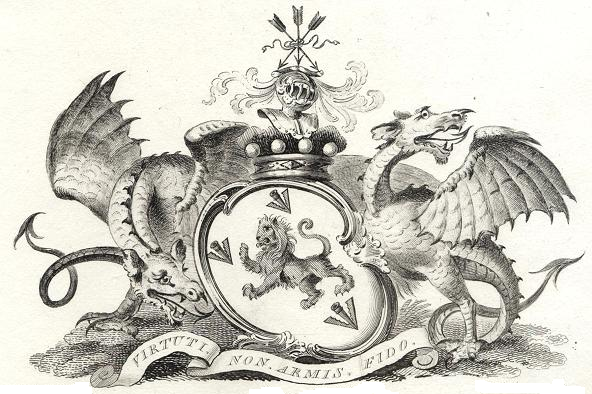
威爾頓伯爵之紋章

1801年至1999年間威爾頓伯爵所用紋章

第一代伯爵在1814年去世，因爲他並無男嗣，格雷狄威爾頓男爵此男爵爵位因而絕嗣，而從男爵爵位則傳至其宗親約翰·格雷·艾格頓（1766年—1825年），是爲第八代從男爵。威爾頓伯爵和格雷狄威爾頓子爵則是傳之第一代伯爵之孫托馬斯·格羅夫納（1799年—1882年）。托馬斯為第一代伯爵之女埃莉諾和第一代西敏侯爵的次子，第二代西敏侯爵之弟。托馬斯之弟，羅伯特·格羅夫納則在1857年獲封為伊伯里男爵（英語：Baron Ebury）。第二代伯爵在承襲爵位後於1821年將其姓由「格羅夫納」改爲「艾格頓」。他為托利黨員，並曾在罗伯特·皮尔的政府内出任宮內大臣。
第二代伯爵之長子，第三代伯爵亞瑟·艾格頓，為保守黨員，曾代表韋茅斯和巴斯出任下議院議員。在1875年，距離亞瑟繼承其父之爵位還有七年時，他獲冊封為在蘭開夏的格雷狄拉德克利夫男爵（英語：Baron Grey de Radcliffe）。由於第三代威爾頓伯爵無後，因此當他在1885年去世時，該男爵爵位也一同絕嗣。他所持的其他爵位則由其弟，第四代伯爵西摩·艾格頓繼承。
第二代伯爵的分支在1999年第七代伯爵死後絕嗣，爵位遂按冊封時的規定傳至第二代伯爵之弟，第一代伊伯里男爵羅伯特·格羅夫納的後代，第六代伊伯里男爵弗朗西斯·艾格頓·格羅夫納（1934年生），是為第八代威爾頓伯爵。

## 威爾頓伯爵（1801年）
- 第一代威爾頓伯爵托馬斯·艾格頓（英语：Thomas Egerton, 1st Earl of Wilton）（1749年—1814年）
- 第二代威爾頓伯爵托馬斯·艾格頓（英语：Thomas Egerton, 2nd Earl of Wilton）（1799年—1882年）
- 第三代威爾頓伯爵亞瑟·愛德華·霍蘭·格雷·艾格頓（英语：Arthur Egerton, 3rd Earl of Wilton）（1833年—1885年）
- 第四代威爾頓伯爵西摩·約翰·格雷·艾格頓（英语：Seymour John Grey Egerton, 4th Earl of Wilton）（1839年—1898年）
- 第五代威爾頓伯爵亞瑟·喬治·艾格頓（1863年—1915年）
- 第六代威爾頓伯爵西摩·愛德華·弗雷德里克·艾格頓（1896年—1927年）
- 第七代威爾頓伯爵西摩·威廉·亞瑟·約翰·艾格頓（1921年—1999年），以六歲之齡繼承伯爵爵位。無後，爵位由其宗親弗朗西斯·艾格頓·格羅夫納繼承。
- 第八代威爾頓伯爵弗朗西斯·艾格頓·格羅夫納（英语：Francis Grosvenor, 8th Earl of Wilton）（1934年生），第五代伊伯里男爵羅伯特·艾格頓·格羅夫納（英语：Robert Egerton Grosvenor, 5th Baron Ebury）之子。[3]

爵位的法定繼承人為第八代伯爵之獨子，格雷狄威爾頓子爵朱利安·弗朗西斯·馬丁·格羅夫納（1959年生）。

## 紋章
|  | 冠冕伯爵冠冕 飾章一金色獵犬站立 盾紋四等分——第一分區：藍底，一捆金色小麥（格羅夫納）；第二分區：銀底，在三個黑色箭頭向下的標槍箭鏃内一紅獅躍立（艾格頓）；第三分區：藍白相間六橫分，上加以一紅色五尖頭墜飾橫帶（格雷狄威爾頓）；第四分區：銀底，一中空黑色五角星（阿什頓）。 扶盾者左右均爲一金色獵犬：後顧，頸戴銀色頸圈，肩上有一銀色五角星。 銘言VIRTUS NON STEMMA |

## 家族譜系圖
|                                                    |                                                    |                                                    |                                                    |                                                                   |                                                                   |                                                                   |                                                                   | 格雷狄威爾頓男爵，1784年 威爾頓伯爵，1801年                                              |                                                                   |                                                                |                                                                |                                                                    |                                                                    |                                                                    |                                                                    |                                                                    |                                                                    |  |  |                                                           |                                                           |                                                           |                                                           |                                                               |                                                               |                                                               |                                                               |                                                                             |                                                                             |                                                                             |                                                                             |                                                                             |                                                                             |  |  |  |  |  |  |  |  |  |  |  |  |  |  |  |  |  |  |
|                                                    |                                                    |                                                    |                                                    |                                                                   |                                                                   |                                                                   |                                                                   | 第七代從男爵托馬斯·格雷·艾格頓爵士， 格雷狄威爾頓男爵 第一代威爾頓伯爵 （1749年—1814年） |                                                                   |                                                                |                                                                |                                                                    |                                                                    |                                                                    |                                                                    |                                                                    |                                                                    |  |  |                                                           |                                                           |                                                           |                                                           |                                                               |                                                               |                                                               |                                                               |                                                                             |                                                                             |                                                                             |                                                                             |                                                                             |                                                                             |  |  |  |  |  |  |  |  |  |  |  |  |  |  |  |  |  |  |
|                                                    |                                                    |                                                    |                                                    |                                                                   |                                                                   |                                                                   |                                                                   |                                                                                          |                                                                   |                                                                |                                                                |                                                                    |                                                                    |                                                                    |                                                                    |                                                                    |                                                                    |  |  |                                                           |                                                           |                                                           |                                                           |                                                               |                                                               |                                                               |                                                               |                                                                             |                                                                             |                                                                             |                                                                             |                                                                             |                                                                             |  |  |  |  |  |  |  |  |  |  |  |  |  |  |  |  |  |  |
| 羅伯特·格羅夫納， 第一代西敏侯爵 （1767年—1845年） | 羅伯特·格羅夫納， 第一代西敏侯爵 （1767年—1845年） | 羅伯特·格羅夫納， 第一代西敏侯爵 （1767年—1845年） | 羅伯特·格羅夫納， 第一代西敏侯爵 （1767年—1845年） | 羅伯特·格羅夫納， 第一代西敏侯爵 （1767年—1845年）                | 羅伯特·格羅夫納， 第一代西敏侯爵 （1767年—1845年）                |                                                                   |                                                                   | 埃莉諾·艾格頓 （1770年—1846年）                                                          | 埃莉諾·艾格頓 （1770年—1846年）                                   | 埃莉諾·艾格頓 （1770年—1846年）                                | 埃莉諾·艾格頓 （1770年—1846年）                                | 埃莉諾·艾格頓 （1770年—1846年）                                    | 埃莉諾·艾格頓 （1770年—1846年）                                    |                                                                    |                                                                    |                                                                    |                                                                    |  |  |                                                           |                                                           |                                                           |                                                           |                                                               |                                                               |                                                               |                                                               |                                                                             |                                                                             |                                                                             |                                                                             |                                                                             |                                                                             |  |  |  |  |  |  |  |  |  |  |  |  |  |  |  |  |  |  |
| 羅伯特·格羅夫納， 第一代西敏侯爵 （1767年—1845年） | 羅伯特·格羅夫納， 第一代西敏侯爵 （1767年—1845年） | 羅伯特·格羅夫納， 第一代西敏侯爵 （1767年—1845年） | 羅伯特·格羅夫納， 第一代西敏侯爵 （1767年—1845年） | 羅伯特·格羅夫納， 第一代西敏侯爵 （1767年—1845年）                | 羅伯特·格羅夫納， 第一代西敏侯爵 （1767年—1845年）                |                                                                   |                                                                   | 埃莉諾·艾格頓 （1770年—1846年）                                                          | 埃莉諾·艾格頓 （1770年—1846年）                                   | 埃莉諾·艾格頓 （1770年—1846年）                                | 埃莉諾·艾格頓 （1770年—1846年）                                | 埃莉諾·艾格頓 （1770年—1846年）                                    | 埃莉諾·艾格頓 （1770年—1846年）                                    |                                                                    |                                                                    |                                                                    |                                                                    |  |  |                                                           |                                                           |                                                           |                                                           |                                                               |                                                               |                                                               |                                                               |                                                                             |                                                                             |                                                                             |                                                                             |                                                                             |                                                                             |  |  |  |  |  |  |  |  |  |  |  |  |  |  |  |  |  |  |
|                                                    |                                                    |                                                    |                                                    |                                                                   |                                                                   |                                                                   |                                                                   |                                                                                          |                                                                   |                                                                |                                                                |                                                                    |                                                                    |                                                                    |                                                                    |                                                                    |                                                                    |  |  |                                                           |                                                           |                                                           |                                                           |                                                               |                                                               |                                                               |                                                               |                                                                             |                                                                             |                                                                             |                                                                             |                                                                             |                                                                             |  |  |  |  |  |  |  |  |  |  |  |  |  |  |  |  |  |  |
|                                                    |                                                    |                                                    |                                                    |                                                                   |                                                                   |                                                                   |                                                                   |                                                                                          |                                                                   |                                                                |                                                                |                                                                    |                                                                    |                                                                    |                                                                    |                                                                    |                                                                    |  |  |                                                           |                                                           |                                                           |                                                           |                                                               |                                                               |                                                               |                                                               |                                                                             |                                                                             |                                                                             |                                                                             |                                                                             |                                                                             |  |  |  |  |  |  |  |  |  |  |  |  |  |  |  |  |  |  |
|                                                    |                                                    |                                                    |                                                    |                                                                   |                                                                   |                                                                   |                                                                   |                                                                                          |                                                                   |                                                                |                                                                |                                                                    |                                                                    |                                                                    |                                                                    |                                                                    |                                                                    |  |  |                                                           |                                                           |                                                           |                                                           | 伊伯里男爵                                                    |                                                               |                                                               |                                                               |                                                                             |                                                                             |                                                                             |                                                                             |                                                                             |                                                                             |  |  |  |  |  |  |  |  |  |  |  |  |  |  |  |  |  |  |
| 理查德·格羅夫納， 第二代西敏侯爵 （1795年—1869年） | 理查德·格羅夫納， 第二代西敏侯爵 （1795年—1869年） | 理查德·格羅夫納， 第二代西敏侯爵 （1795年—1869年） | 理查德·格羅夫納， 第二代西敏侯爵 （1795年—1869年） | 理查德·格羅夫納， 第二代西敏侯爵 （1795年—1869年）                | 理查德·格羅夫納， 第二代西敏侯爵 （1795年—1869年）                |                                                                   |                                                                   | 托馬斯·格羅夫納（艾格頓）， 第二代威爾頓伯爵 （1799年—1882年）                           | 托馬斯·格羅夫納（艾格頓）， 第二代威爾頓伯爵 （1799年—1882年）    | 托馬斯·格羅夫納（艾格頓）， 第二代威爾頓伯爵 （1799年—1882年） | 托馬斯·格羅夫納（艾格頓）， 第二代威爾頓伯爵 （1799年—1882年） | 托馬斯·格羅夫納（艾格頓）， 第二代威爾頓伯爵 （1799年—1882年）     | 托馬斯·格羅夫納（艾格頓）， 第二代威爾頓伯爵 （1799年—1882年）     |                                                                    |                                                                    |                                                                    |                                                                    |  |  |                                                           |                                                           |                                                           |                                                           | 羅伯特·格羅夫納， 第一代伊伯里男爵 （1801年—1893年）          | 羅伯特·格羅夫納， 第一代伊伯里男爵 （1801年—1893年）          | 羅伯特·格羅夫納， 第一代伊伯里男爵 （1801年—1893年）          | 羅伯特·格羅夫納， 第一代伊伯里男爵 （1801年—1893年）          | 羅伯特·格羅夫納， 第一代伊伯里男爵 （1801年—1893年）                        | 羅伯特·格羅夫納， 第一代伊伯里男爵 （1801年—1893年）                        |                                                                             |                                                                             |                                                                             |                                                                             |  |  |  |  |  |  |  |  |  |  |  |  |  |  |  |  |  |  |
| 理查德·格羅夫納， 第二代西敏侯爵 （1795年—1869年） | 理查德·格羅夫納， 第二代西敏侯爵 （1795年—1869年） | 理查德·格羅夫納， 第二代西敏侯爵 （1795年—1869年） | 理查德·格羅夫納， 第二代西敏侯爵 （1795年—1869年） | 理查德·格羅夫納， 第二代西敏侯爵 （1795年—1869年）                | 理查德·格羅夫納， 第二代西敏侯爵 （1795年—1869年）                |                                                                   |                                                                   | 托馬斯·格羅夫納（艾格頓）， 第二代威爾頓伯爵 （1799年—1882年）                           | 托馬斯·格羅夫納（艾格頓）， 第二代威爾頓伯爵 （1799年—1882年）    | 托馬斯·格羅夫納（艾格頓）， 第二代威爾頓伯爵 （1799年—1882年） | 托馬斯·格羅夫納（艾格頓）， 第二代威爾頓伯爵 （1799年—1882年） | 托馬斯·格羅夫納（艾格頓）， 第二代威爾頓伯爵 （1799年—1882年）     | 托馬斯·格羅夫納（艾格頓）， 第二代威爾頓伯爵 （1799年—1882年）     |                                                                    |                                                                    |                                                                    |                                                                    |  |  |                                                           |                                                           |                                                           |                                                           | 羅伯特·格羅夫納， 第一代伊伯里男爵 （1801年—1893年）          | 羅伯特·格羅夫納， 第一代伊伯里男爵 （1801年—1893年）          | 羅伯特·格羅夫納， 第一代伊伯里男爵 （1801年—1893年）          | 羅伯特·格羅夫納， 第一代伊伯里男爵 （1801年—1893年）          | 羅伯特·格羅夫納， 第一代伊伯里男爵 （1801年—1893年）                        | 羅伯特·格羅夫納， 第一代伊伯里男爵 （1801年—1893年）                        |                                                                             |                                                                             |                                                                             |                                                                             |  |  |  |  |  |  |  |  |  |  |  |  |  |  |  |  |  |  |
|                                                    |                                                    |                                                    |                                                    |                                                                   |                                                                   |                                                                   |                                                                   |                                                                                          |                                                                   |                                                                |                                                                |                                                                    |                                                                    |                                                                    |                                                                    |                                                                    |                                                                    |  |  |                                                           |                                                           |                                                           |                                                           |                                                               |                                                               |                                                               |                                                               |                                                                             |                                                                             |                                                                             |                                                                             |                                                                             |                                                                             |  |  |  |  |  |  |  |  |  |  |  |  |  |  |  |  |  |  |
| 西敏公爵                                           |                                                    |                                                    |                                                    |                                                                   |                                                                   |                                                                   |                                                                   |                                                                                          |                                                                   |                                                                |                                                                |                                                                    |                                                                    |                                                                    |                                                                    |                                                                    |                                                                    |  |  |                                                           |                                                           |                                                           |                                                           |                                                               |                                                               |                                                               |                                                               |                                                                             |                                                                             |                                                                             |                                                                             |                                                                             |                                                                             |  |  |  |  |  |  |  |  |  |  |  |  |  |  |  |  |  |  |
|                                                    |                                                    |                                                    |                                                    | 亞瑟·愛德華·霍蘭·格雷·艾格頓， 第三代威爾頓伯爵 （1833年—1885年） | 亞瑟·愛德華·霍蘭·格雷·艾格頓， 第三代威爾頓伯爵 （1833年—1885年） | 亞瑟·愛德華·霍蘭·格雷·艾格頓， 第三代威爾頓伯爵 （1833年—1885年） | 亞瑟·愛德華·霍蘭·格雷·艾格頓， 第三代威爾頓伯爵 （1833年—1885年） | 亞瑟·愛德華·霍蘭·格雷·艾格頓， 第三代威爾頓伯爵 （1833年—1885年）                        | 亞瑟·愛德華·霍蘭·格雷·艾格頓， 第三代威爾頓伯爵 （1833年—1885年） |                                                                |                                                                | 西摩·約翰·格雷·艾格頓， 第四代威爾頓伯爵 （1839年—1898年）         | 西摩·約翰·格雷·艾格頓， 第四代威爾頓伯爵 （1839年—1898年）         | 西摩·約翰·格雷·艾格頓， 第四代威爾頓伯爵 （1839年—1898年）         | 西摩·約翰·格雷·艾格頓， 第四代威爾頓伯爵 （1839年—1898年）         | 西摩·約翰·格雷·艾格頓， 第四代威爾頓伯爵 （1839年—1898年）         | 西摩·約翰·格雷·艾格頓， 第四代威爾頓伯爵 （1839年—1898年）         |  |  |                                                           |                                                           |                                                           |                                                           | 羅伯特·韋爾斯利·格羅夫納， 第二代伊伯里男爵 （1834年—1918年） | 羅伯特·韋爾斯利·格羅夫納， 第二代伊伯里男爵 （1834年—1918年） | 羅伯特·韋爾斯利·格羅夫納， 第二代伊伯里男爵 （1834年—1918年） | 羅伯特·韋爾斯利·格羅夫納， 第二代伊伯里男爵 （1834年—1918年） | 羅伯特·韋爾斯利·格羅夫納， 第二代伊伯里男爵 （1834年—1918年）               | 羅伯特·韋爾斯利·格羅夫納， 第二代伊伯里男爵 （1834年—1918年）               |                                                                             |                                                                             |                                                                             |                                                                             |  |  |  |  |  |  |  |  |  |  |  |  |  |  |  |  |  |  |
|                                                    |                                                    |                                                    |                                                    | 亞瑟·愛德華·霍蘭·格雷·艾格頓， 第三代威爾頓伯爵 （1833年—1885年） | 亞瑟·愛德華·霍蘭·格雷·艾格頓， 第三代威爾頓伯爵 （1833年—1885年） | 亞瑟·愛德華·霍蘭·格雷·艾格頓， 第三代威爾頓伯爵 （1833年—1885年） | 亞瑟·愛德華·霍蘭·格雷·艾格頓， 第三代威爾頓伯爵 （1833年—1885年） | 亞瑟·愛德華·霍蘭·格雷·艾格頓， 第三代威爾頓伯爵 （1833年—1885年）                        | 亞瑟·愛德華·霍蘭·格雷·艾格頓， 第三代威爾頓伯爵 （1833年—1885年） |                                                                |                                                                | 西摩·約翰·格雷·艾格頓， 第四代威爾頓伯爵 （1839年—1898年）         | 西摩·約翰·格雷·艾格頓， 第四代威爾頓伯爵 （1839年—1898年）         | 西摩·約翰·格雷·艾格頓， 第四代威爾頓伯爵 （1839年—1898年）         | 西摩·約翰·格雷·艾格頓， 第四代威爾頓伯爵 （1839年—1898年）         | 西摩·約翰·格雷·艾格頓， 第四代威爾頓伯爵 （1839年—1898年）         | 西摩·約翰·格雷·艾格頓， 第四代威爾頓伯爵 （1839年—1898年）         |  |  |                                                           |                                                           |                                                           |                                                           | 羅伯特·韋爾斯利·格羅夫納， 第二代伊伯里男爵 （1834年—1918年） | 羅伯特·韋爾斯利·格羅夫納， 第二代伊伯里男爵 （1834年—1918年） | 羅伯特·韋爾斯利·格羅夫納， 第二代伊伯里男爵 （1834年—1918年） | 羅伯特·韋爾斯利·格羅夫納， 第二代伊伯里男爵 （1834年—1918年） | 羅伯特·韋爾斯利·格羅夫納， 第二代伊伯里男爵 （1834年—1918年）               | 羅伯特·韋爾斯利·格羅夫納， 第二代伊伯里男爵 （1834年—1918年）               |                                                                             |                                                                             |                                                                             |                                                                             |  |  |  |  |  |  |  |  |  |  |  |  |  |  |  |  |  |  |
|                                                    |                                                    |                                                    |                                                    |                                                                   |                                                                   |                                                                   |                                                                   |                                                                                          |                                                                   |                                                                |                                                                |                                                                    |                                                                    |                                                                    |                                                                    |                                                                    |                                                                    |  |  |                                                           |                                                           |                                                           |                                                           |                                                               |                                                               |                                                               |                                                               |                                                                             |                                                                             |                                                                             |                                                                             |                                                                             |                                                                             |  |  |  |  |  |  |  |  |  |  |  |  |  |  |  |  |  |  |
|                                                    |                                                    |                                                    |                                                    |                                                                   |                                                                   |                                                                   |                                                                   |                                                                                          |                                                                   |                                                                |                                                                | 亞瑟·喬治·艾格頓， 第五代威爾頓伯爵 （1863年—1915年）              | 亞瑟·喬治·艾格頓， 第五代威爾頓伯爵 （1863年—1915年）              | 亞瑟·喬治·艾格頓， 第五代威爾頓伯爵 （1863年—1915年）              | 亞瑟·喬治·艾格頓， 第五代威爾頓伯爵 （1863年—1915年）              | 亞瑟·喬治·艾格頓， 第五代威爾頓伯爵 （1863年—1915年）              | 亞瑟·喬治·艾格頓， 第五代威爾頓伯爵 （1863年—1915年）              |  |  | 羅伯特·維克托·格羅夫納 第三代伊伯里男爵 （1868年—1921年） | 羅伯特·維克托·格羅夫納 第三代伊伯里男爵 （1868年—1921年） | 羅伯特·維克托·格羅夫納 第三代伊伯里男爵 （1868年—1921年） | 羅伯特·維克托·格羅夫納 第三代伊伯里男爵 （1868年—1921年） | 羅伯特·維克托·格羅夫納 第三代伊伯里男爵 （1868年—1921年）     | 羅伯特·維克托·格羅夫納 第三代伊伯里男爵 （1868年—1921年）     |                                                               |                                                               | 弗朗西斯·艾格頓·格羅夫納， 第四代伊伯里男爵 （1883年—1932年）               | 弗朗西斯·艾格頓·格羅夫納， 第四代伊伯里男爵 （1883年—1932年）               | 弗朗西斯·艾格頓·格羅夫納， 第四代伊伯里男爵 （1883年—1932年）               | 弗朗西斯·艾格頓·格羅夫納， 第四代伊伯里男爵 （1883年—1932年）               | 弗朗西斯·艾格頓·格羅夫納， 第四代伊伯里男爵 （1883年—1932年）               | 弗朗西斯·艾格頓·格羅夫納， 第四代伊伯里男爵 （1883年—1932年）               |  |  |  |  |  |  |  |  |  |  |  |  |  |  |  |  |  |  |
|                                                    |                                                    |                                                    |                                                    |                                                                   |                                                                   |                                                                   |                                                                   |                                                                                          |                                                                   |                                                                |                                                                | 亞瑟·喬治·艾格頓， 第五代威爾頓伯爵 （1863年—1915年）              | 亞瑟·喬治·艾格頓， 第五代威爾頓伯爵 （1863年—1915年）              | 亞瑟·喬治·艾格頓， 第五代威爾頓伯爵 （1863年—1915年）              | 亞瑟·喬治·艾格頓， 第五代威爾頓伯爵 （1863年—1915年）              | 亞瑟·喬治·艾格頓， 第五代威爾頓伯爵 （1863年—1915年）              | 亞瑟·喬治·艾格頓， 第五代威爾頓伯爵 （1863年—1915年）              |  |  | 羅伯特·維克托·格羅夫納 第三代伊伯里男爵 （1868年—1921年） | 羅伯特·維克托·格羅夫納 第三代伊伯里男爵 （1868年—1921年） | 羅伯特·維克托·格羅夫納 第三代伊伯里男爵 （1868年—1921年） | 羅伯特·維克托·格羅夫納 第三代伊伯里男爵 （1868年—1921年） | 羅伯特·維克托·格羅夫納 第三代伊伯里男爵 （1868年—1921年）     | 羅伯特·維克托·格羅夫納 第三代伊伯里男爵 （1868年—1921年）     |                                                               |                                                               | 弗朗西斯·艾格頓·格羅夫納， 第四代伊伯里男爵 （1883年—1932年）               | 弗朗西斯·艾格頓·格羅夫納， 第四代伊伯里男爵 （1883年—1932年）               | 弗朗西斯·艾格頓·格羅夫納， 第四代伊伯里男爵 （1883年—1932年）               | 弗朗西斯·艾格頓·格羅夫納， 第四代伊伯里男爵 （1883年—1932年）               | 弗朗西斯·艾格頓·格羅夫納， 第四代伊伯里男爵 （1883年—1932年）               | 弗朗西斯·艾格頓·格羅夫納， 第四代伊伯里男爵 （1883年—1932年）               |  |  |  |  |  |  |  |  |  |  |  |  |  |  |  |  |  |  |
|                                                    |                                                    |                                                    |                                                    |                                                                   |                                                                   |                                                                   |                                                                   |                                                                                          |                                                                   |                                                                |                                                                | 西摩·愛德華·弗雷德里克·艾格頓， 第六代威爾頓伯爵 （1896年—1927年） | 西摩·愛德華·弗雷德里克·艾格頓， 第六代威爾頓伯爵 （1896年—1927年） | 西摩·愛德華·弗雷德里克·艾格頓， 第六代威爾頓伯爵 （1896年—1927年） | 西摩·愛德華·弗雷德里克·艾格頓， 第六代威爾頓伯爵 （1896年—1927年） | 西摩·愛德華·弗雷德里克·艾格頓， 第六代威爾頓伯爵 （1896年—1927年） | 西摩·愛德華·弗雷德里克·艾格頓， 第六代威爾頓伯爵 （1896年—1927年） |  |  |                                                           |                                                           |                                                           |                                                           |                                                               |                                                               |                                                               |                                                               | 羅伯特·艾格頓·格羅夫納， 第五代伊伯里男爵 （1914年—1957年）                 | 羅伯特·艾格頓·格羅夫納， 第五代伊伯里男爵 （1914年—1957年）                 | 羅伯特·艾格頓·格羅夫納， 第五代伊伯里男爵 （1914年—1957年）                 | 羅伯特·艾格頓·格羅夫納， 第五代伊伯里男爵 （1914年—1957年）                 | 羅伯特·艾格頓·格羅夫納， 第五代伊伯里男爵 （1914年—1957年）                 | 羅伯特·艾格頓·格羅夫納， 第五代伊伯里男爵 （1914年—1957年）                 |  |  |  |  |  |  |  |  |  |  |  |  |  |  |  |  |  |  |
|                                                    |                                                    |                                                    |                                                    |                                                                   |                                                                   |                                                                   |                                                                   |                                                                                          |                                                                   |                                                                |                                                                | 西摩·愛德華·弗雷德里克·艾格頓， 第六代威爾頓伯爵 （1896年—1927年） | 西摩·愛德華·弗雷德里克·艾格頓， 第六代威爾頓伯爵 （1896年—1927年） | 西摩·愛德華·弗雷德里克·艾格頓， 第六代威爾頓伯爵 （1896年—1927年） | 西摩·愛德華·弗雷德里克·艾格頓， 第六代威爾頓伯爵 （1896年—1927年） | 西摩·愛德華·弗雷德里克·艾格頓， 第六代威爾頓伯爵 （1896年—1927年） | 西摩·愛德華·弗雷德里克·艾格頓， 第六代威爾頓伯爵 （1896年—1927年） |  |  |                                                           |                                                           |                                                           |                                                           |                                                               |                                                               |                                                               |                                                               | 羅伯特·艾格頓·格羅夫納， 第五代伊伯里男爵 （1914年—1957年）                 | 羅伯特·艾格頓·格羅夫納， 第五代伊伯里男爵 （1914年—1957年）                 | 羅伯特·艾格頓·格羅夫納， 第五代伊伯里男爵 （1914年—1957年）                 | 羅伯特·艾格頓·格羅夫納， 第五代伊伯里男爵 （1914年—1957年）                 | 羅伯特·艾格頓·格羅夫納， 第五代伊伯里男爵 （1914年—1957年）                 | 羅伯特·艾格頓·格羅夫納， 第五代伊伯里男爵 （1914年—1957年）                 |  |  |  |  |  |  |  |  |  |  |  |  |  |  |  |  |  |  |
|                                                    |                                                    |                                                    |                                                    |                                                                   |                                                                   |                                                                   |                                                                   |                                                                                          |                                                                   |                                                                |                                                                | 西摩·威廉·亞瑟·約翰·艾格頓， 第七代威爾頓伯爵 （1921年—1999年）    | 西摩·威廉·亞瑟·約翰·艾格頓， 第七代威爾頓伯爵 （1921年—1999年）    | 西摩·威廉·亞瑟·約翰·艾格頓， 第七代威爾頓伯爵 （1921年—1999年）    | 西摩·威廉·亞瑟·約翰·艾格頓， 第七代威爾頓伯爵 （1921年—1999年）    | 西摩·威廉·亞瑟·約翰·艾格頓， 第七代威爾頓伯爵 （1921年—1999年）    | 西摩·威廉·亞瑟·約翰·艾格頓， 第七代威爾頓伯爵 （1921年—1999年）    |  |  |                                                           |                                                           |                                                           |                                                           |                                                               |                                                               |                                                               |                                                               | 弗朗西斯·艾格頓·格羅夫納， 第六代伊伯里男爵， 第八代威爾頓伯爵 （1934年生） | 弗朗西斯·艾格頓·格羅夫納， 第六代伊伯里男爵， 第八代威爾頓伯爵 （1934年生） | 弗朗西斯·艾格頓·格羅夫納， 第六代伊伯里男爵， 第八代威爾頓伯爵 （1934年生） | 弗朗西斯·艾格頓·格羅夫納， 第六代伊伯里男爵， 第八代威爾頓伯爵 （1934年生） | 弗朗西斯·艾格頓·格羅夫納， 第六代伊伯里男爵， 第八代威爾頓伯爵 （1934年生） | 弗朗西斯·艾格頓·格羅夫納， 第六代伊伯里男爵， 第八代威爾頓伯爵 （1934年生） |  |  |  |  |  |  |  |  |  |  |  |  |  |  |  |  |  |  |

## 繼承順序
- 第一代威爾頓伯爵托馬斯·艾格頓（英语：Thomas Egerton, 1st Earl of Wilton）（1749年—1814年）
  - 埃莉諾·艾格頓（1770年—1846年）
    -  第一代西敏公爵休·格羅夫納（1825年—1899年）
      - 西敏公爵

    -  第二代威爾頓伯爵托馬斯·艾格頓（英语：Thomas Egerton, 2nd Earl of Wilton）（1799年—1882年）
      - 格雷狄威爾頓子爵托馬斯·艾格頓（1825年—1830年）
      - 格雷狄威爾頓子爵阿瑟·艾格頓（1831年）
      -  第三代威爾頓伯爵亞瑟·艾格頓（英语：Arthur Egerton, 3rd Earl of Wilton）（1833年—1885年）
      -  第四代威爾頓伯爵西摩·艾格頓（英语：Seymour Egerton, 4th Earl of Wilton）（1839年—1898年）
        -  第五代威爾頓伯爵亞瑟·艾格頓（1863年—1915年）
          -  第六代威爾頓伯爵西摩·艾格頓（1896年—1927年）
            -  第七代威爾頓伯爵西摩·艾格頓（1921年—1999年）

          - 喬治·艾格頓勳爵（英语：Lord George Egerton）（1898年—1947年）

    -  第一代伊伯里男爵羅伯特·格羅夫納（英语：Robert Grosvenor, 1st Baron Ebury）（1801年—1883年）
      -  第二代伊伯里男爵羅伯特·韋爾斯利·格羅夫納（英语：Robert Grosvenor, 2nd Baron Ebury）（1834年—1918年）
        -  第三代伊伯里男爵羅伯特·維克托·格羅夫納（1868年—1921年）
        -  第四代伊伯里男爵弗朗西斯·艾格頓·格羅夫納（1883年—1932年）
          -  第五代伊伯里男爵羅伯特·艾格頓·格羅夫納（英语：Robert Grosvenor, 5th Baron Ebury）（1914年—1957年）
            -  非常尊敬的第八代威爾頓伯爵弗朗西斯·艾格頓·格羅夫納（英语：Francis Grosvenor, 8th Earl of Wilton）（1934年生）
              - (1) 格雷狄威爾頓子爵朱利安·弗朗西斯·馬丁·格羅夫納（1959年生）

            - 尊敬的威廉·韋爾斯利·格羅夫納（1942年—2002年）
              - (2)亞歷山大·艾格頓·格羅夫納（1968年生）

            - (3) 尊敬的理查德·亞歷山大·格羅夫納（1946年生）
              - (4) 本多·羅伯特·傑拉德·格羅夫納（英语：Bendor Grosvenor）（1977年生）

          - 尊敬的休·理查德·格羅夫納（1919年—2002年）
            - (5) 威廉·彼得·韋爾斯利·格羅夫納（1959年生）

## 外部連結
- Hansard 1803–2005: 第七代威爾頓伯爵在國會中的貢獻
- Hansard 1803–2005: 第八代威爾頓伯爵在國會中的貢獻